# 交響曲第89番 (ハイドン)
交響曲第89番 ヘ長調 Hob. I:89 は、フランツ・ヨーゼフ・ハイドンが1787年に完成させた交響曲。

## 概要
本作は自筆原稿が残っており、「1787年」の日付が記されている。第88番『V字』と共にヨハン・ペーター・トスト（Johann Peter Tost）のために作曲された（そのため、この2曲は『トスト交響曲』とも呼ばれている）が、第88番の知名度に比較すると、楽器編成も楽曲規模も小さな本作は演奏されることが少ない（詳しい作曲経緯は「交響曲第88番 (ハイドン)」を参照）。
H.C.ロビンス・ランドンはこの交響曲を評して、「活力に富んだ第88番と相並んで位置している第89番は、第一印象としてはむしろ迫力を欠いたものとうつる。（中略）控え目かつ冷静であって、また非のうちどころのない形式構造をもっており、言ってみれば同時代のドイツの、完全な形をもつ陶器の小彫像に似ている。」と言っている。
また現在では呼ばれないものの、古くは『W字』（Letter W）の愛称で呼ばれることもあったが、これは第88番と同様に、ハイドンの生前にロンドンのフォースター社からハイドンの交響曲選集の第2集（全23曲）を出版した際に、各曲に「A」から「W」までのアルファベット一文字からなる整理用の番号が印刷されていたのが愛称としてそのまま残ったものである。

## 楽器編成
フルート1、オーボエ2、ファゴット2、ホルン2、弦五部。

## 曲の構成
全4楽章、演奏時間は約23分。第2楽章と第4楽章は、前年の1786年にナポリ王のために作曲した『2台のリラ・オルガニザータのための協奏曲第5番 ヘ長調』（Hob. VIIh:5）の第2楽章と第3楽章を自由に転用したものになっているが、リラの箇所をフルートとオーボエに置き換えており、このために管楽器の音色の美しい箇所が多い。
- 第1楽章 ヴィヴァーチェ
ヘ長調、4分の4拍子、ソナタ形式。

第88番とは異なって序奏は置かれておらず、中山晋平の童謡『証城寺の狸囃子』に酷似した2小節の分散和音が  で演奏された後に第1主題が出現する。曲の途中で同じリズム（ベートーヴェンの『交響曲第5番（運命）』の第1主題と同じもの）が18回くり返し現れ、先に進まないように聞こえる箇所がある（同じリズムは展開部や再現部でも強調される）。親しみやすい第2主題が現れるとまもなく提示部は終わる。展開部は提示部の各楽句がほぼ登場順に展開していく。再現部はやはり分散和音で始まるが、そこからフルートとファゴットの9小節にわたる二重奏になり、しばらく提示部とは大きく異なる進行になる。最後に20小節ほどのコーダが設けられる。

- 第2楽章 アンダンテ・コン・モート
ハ長調、8分の6拍子、三部形式。

ヴァイオリンとフルートでシチリアーナのリズムを持つ主題が出現した後、弦楽器のピッツィカートの上を管楽合奏が呼応する。柔らかい抒情性を醸し出しているが、時折激しさも見せる。なお、三部形式ではあるものの実際には変奏曲形式に近く、中間部では短調で第1部の変奏のように構成されている。ここでは最後に結尾が付く。

- 第3楽章 メヌエット：アレグレット - トリオ
ヘ長調、4分の3拍子。

メヌエット主部は管楽合奏のみで開始する田園風の音楽である。トリオは素朴なレントラー風である。

- 第4楽章 フィナーレ：ヴィヴァーチェ・アッサイ
ヘ長調、4分の2拍子、ロンド形式。
民謡風の音楽で、形式は一般的なロンド形式と同様の「A-B-A-C-A」と単純なものとなっている。第2楽章と同様に『2台のリラ・オルガニザータのための協奏曲』に由来するが、原曲にはないヘ短調の部分（C）がつけ加えられている[1]。Aの部分の終わり近く、フルートとヴァイオリンが長く音を伸ばしたあと、主題に戻る場所に「strascinando」（ストラッシナンド）という、音を伸ばす印が付いている。